# Малка дървесна чинка
Малка дървесна чинка (Camarhynchus parvulus) е вид птица от семейство Тангарови. Тя е един от видовете Дарвинови чинки и ендемичен вид на Галапагоските острови. Нейни естествени местообитания са тропическите и субтропическите райони характеризиращи се със суха горска и храстова растителност.